# Nastradamus
Nastradamus es el cuarto álbum de Nas, realizado el 23 de noviembre de 1999 en Columbia Records en los Estados Unidos. Fue originalmente programado para ser lanzado como un siguiente álbum compuesto de material de las sesiones de grabación para su tercer álbum I am...(1999)en octubre de 1999. Debido a la piratería del material, Nas grabó canciones por separado para Nastradamus para cumplir con su fecha de lanzamiento en noviembre.

## Lista de canciones
1. «The Prediction»
2. «Life We Chose»
3. «Nastradamus»
4. «Some Of Us Have Angels»
5. «Project Windows»
6. «Come Get Me»
7. «Shoot 'Em Up»
8. «Last Words»
9. «Family»
10. «God Love Us»
11. «Quiet Niggas»
12. «Big Girl»
13. «New World»
14. «U Owe Me»
15. «The Outcome»